# Bam (Burquina Fasso)
O Bam é uma província de Burquina Fasso localizada na região de Centro-Norte. Sua capital é a cidade de Kongoussi.

## Departamentos

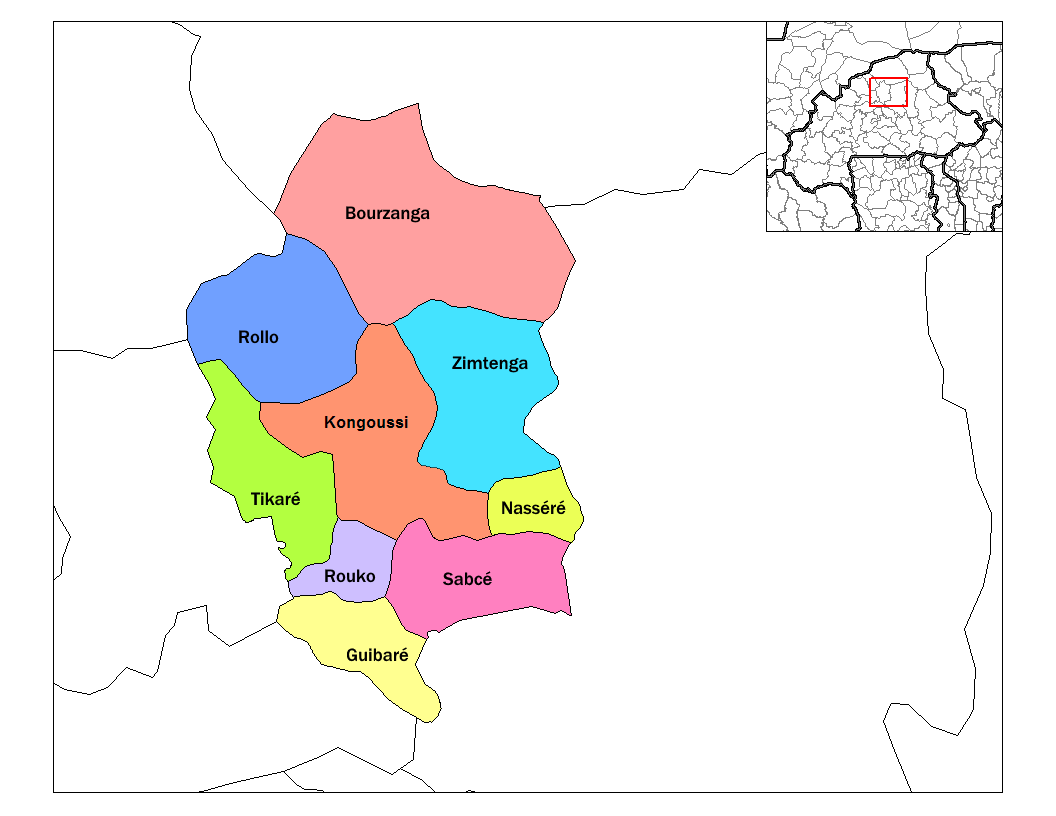
Localização dos diversos departamentos da província do Bam, Burkina Faso

A província do Bam está dividida em nove departamentos:
- Bourzanga
- Guibaré
- Kongoussi
- Nasséré
- Rollo
- Rouko
- Sabcé
- Tikaré
- Zimtenga